# Saint-Leu-d’Esserent
Saint-Leu-d’Esserent ist eine französische Gemeinde mit 4576 Einwohnern (Stand: 1. Januar 2022) im Département Oise in der Region Hauts-de-France. Sie gehört zum Arrondissement Senlis und zum Kanton Montataire. Seine Einwohner nennen sich Lupoviciens.

## Geografie
Die Gemeinde Saint-Leu-d’Esserent liegt im Osten der Landschaft Vexin française an der Oise zwischen den Mündungen der Flüsse Thérain und Nonette, sechs Kilometer südwestlich von Creil. Nachbargemeinden von Saint-Leu-d’Esserent sind Cramoisy und Thiverny im Norden, Montataire im Nordosten, Saint-Maximin im Osten, Gouvieux im Südosten und Süden, Villers-sous-Saint-Leu im Westen sowie Blaincourt-lès-Précy und Maysel im Nordwesten.

## Geschichte
Hugo Graf von Dammartin vermachte dem Kloster Cluny eine romanische Kirche aus dem 10. Jahrhundert. Die Mönche, die daraufhin hierher zogen, begründeten die Priorei von Saint-Leu.
Im Zweiten Weltkrieg stationierten die Deutschen hier V1-Raketen.

## Bevölkerungsentwicklung
| Jahr                       | 1962 | 1968 | 1975 | 1982 | 1990 | 1999 | 2011 | 2021 |
| Einwohner                  | 3048 | 3587 | 4462 | 4459 | 4288 | 4867 | 4702 | 4606 |
| Quellen: Cassini und INSEE |      |      |      |      |      |      |      |      |

## Sehenswürdigkeiten
- Ehemalige Abtei, Beginn des Baus um 1140 (beendet vermutlich 1210), seit 1840 Monument historique (Taubenschlag seit 1965),
- Schloss Guesdière mit Parkanlage aus dem 17. Jahrhundert, heutiges Rathaus
- Wasserturm

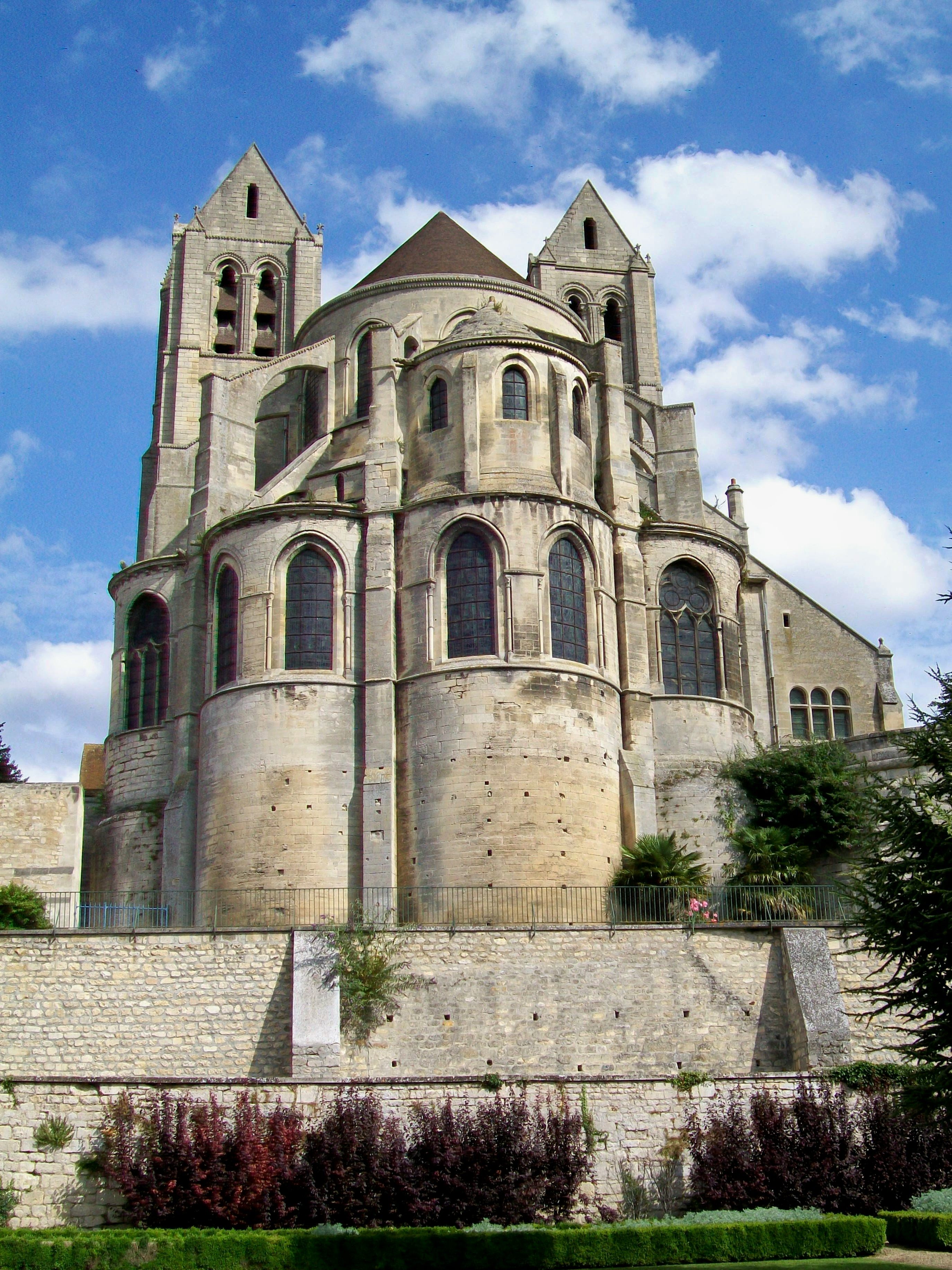
Ehemalige Abtei
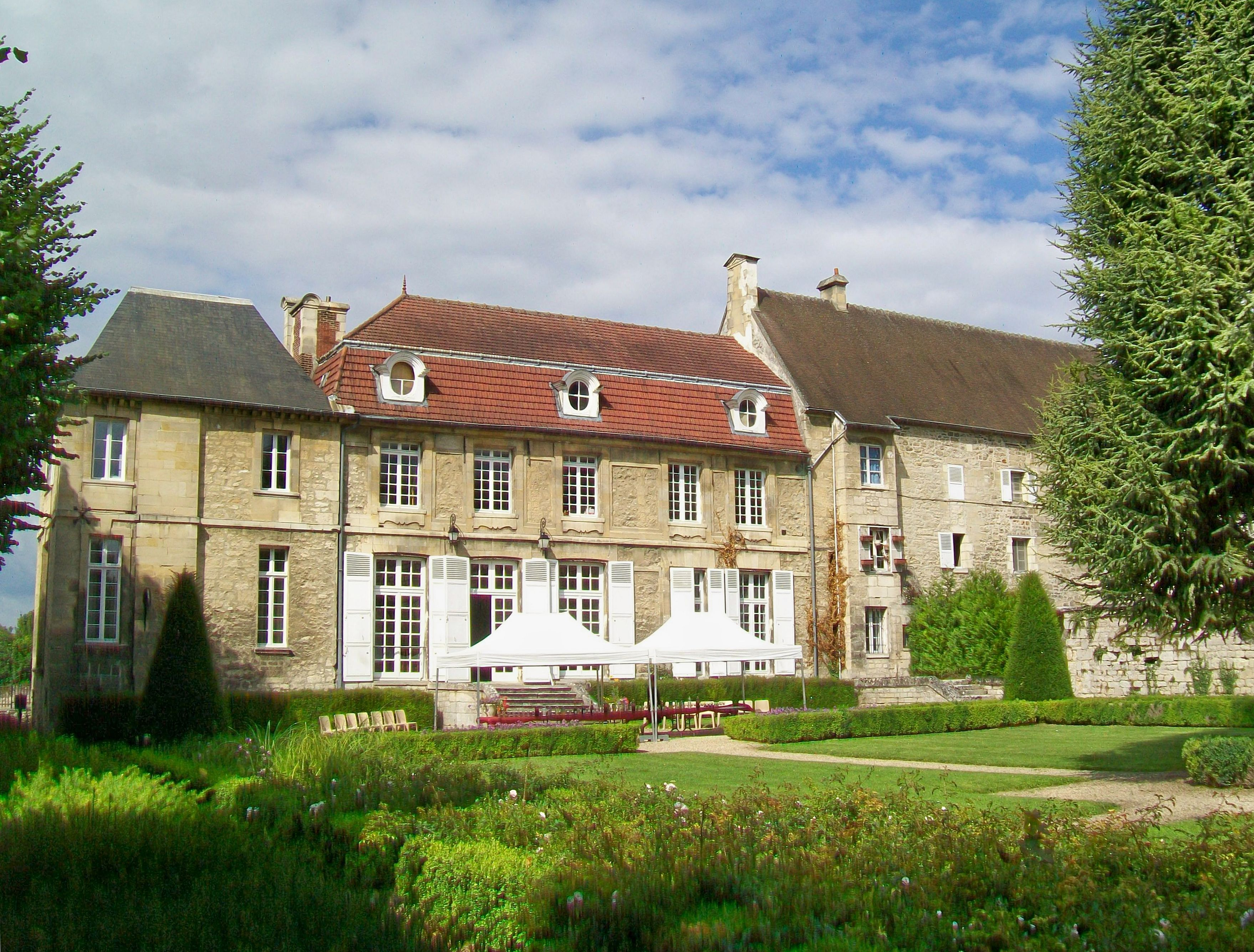
Schloss Guesdière
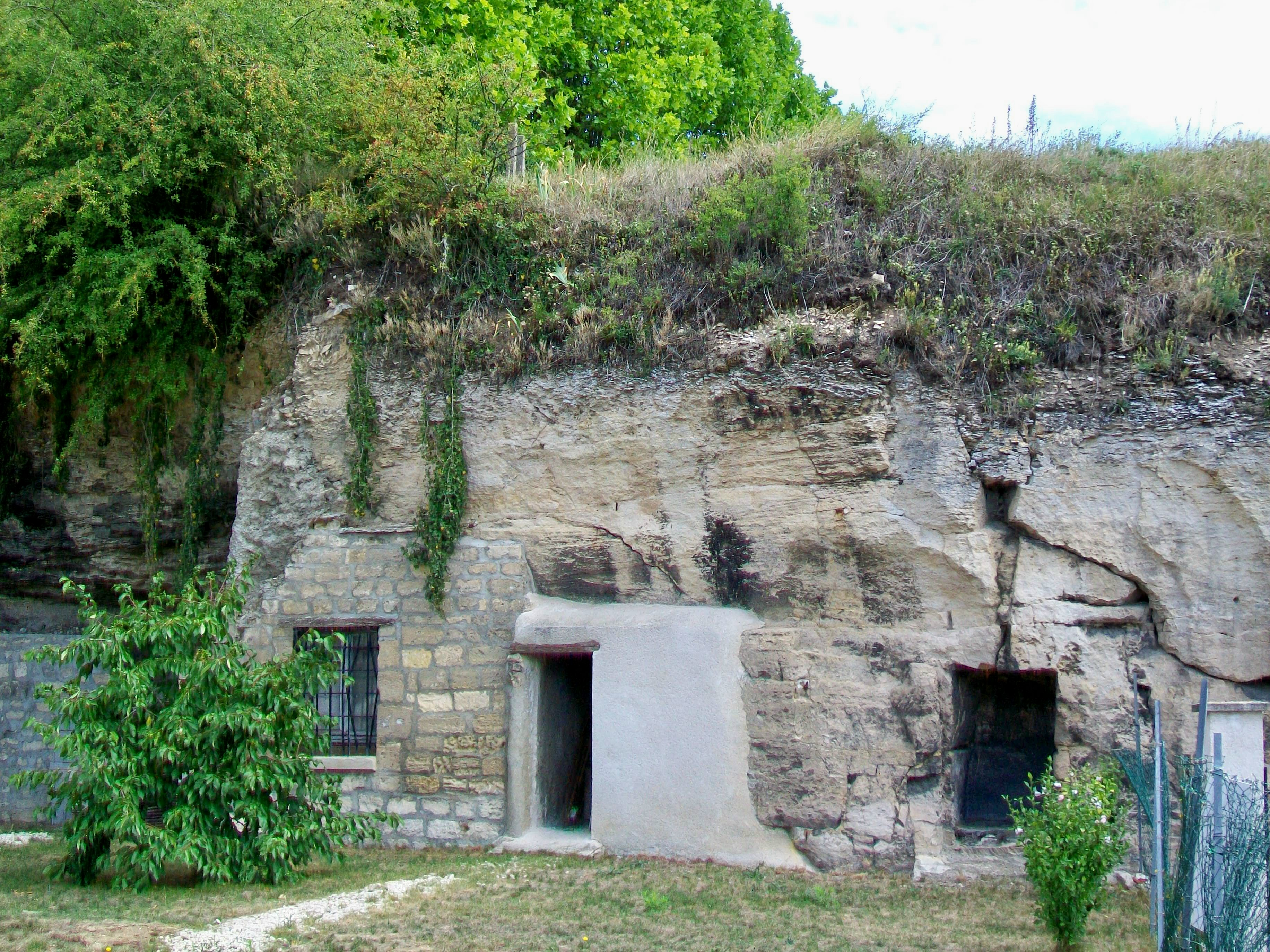
Reste ehemaliger Höhlenwohnungen
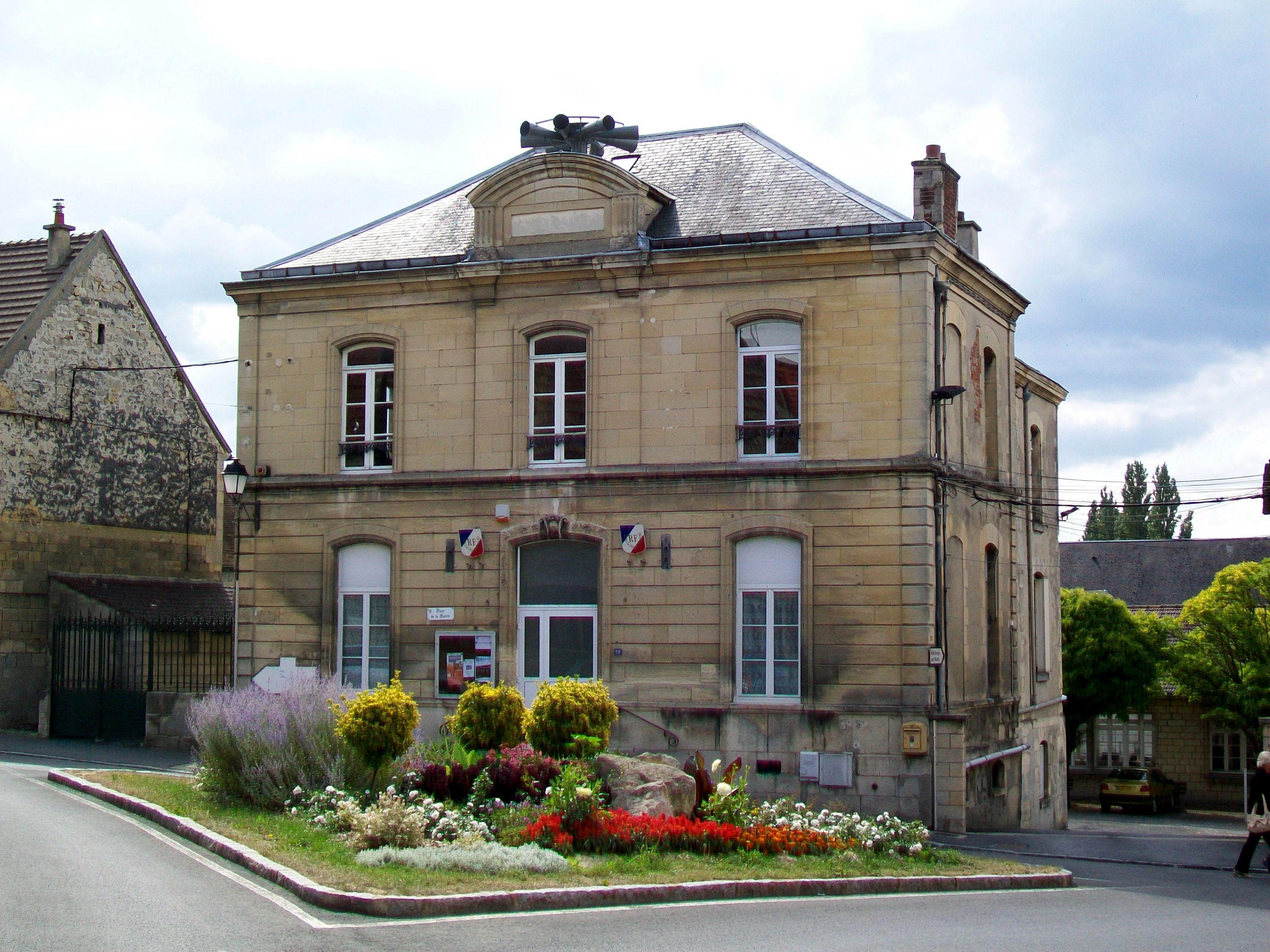
Ehemaliges Rathaus
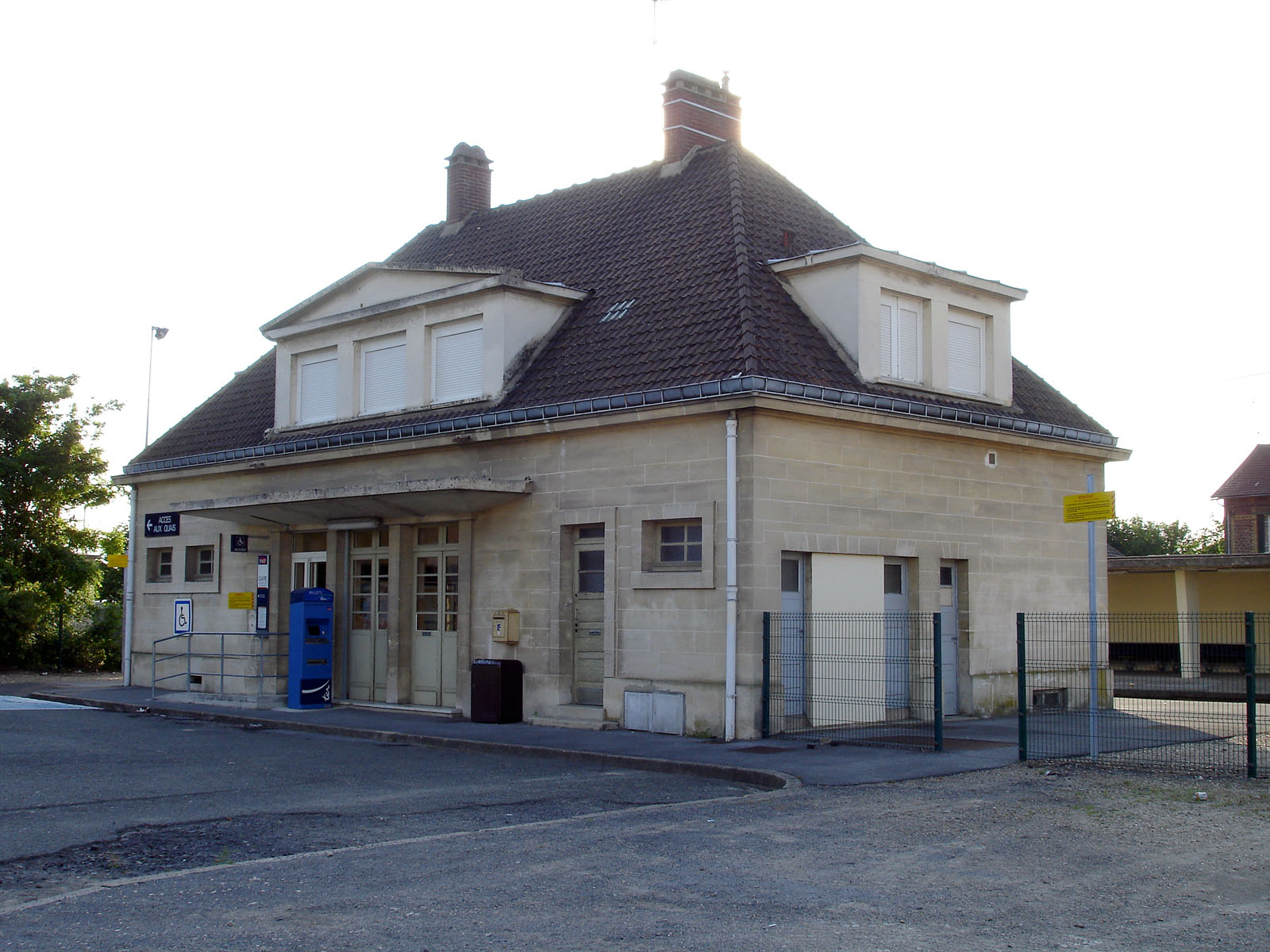
Bahnhof
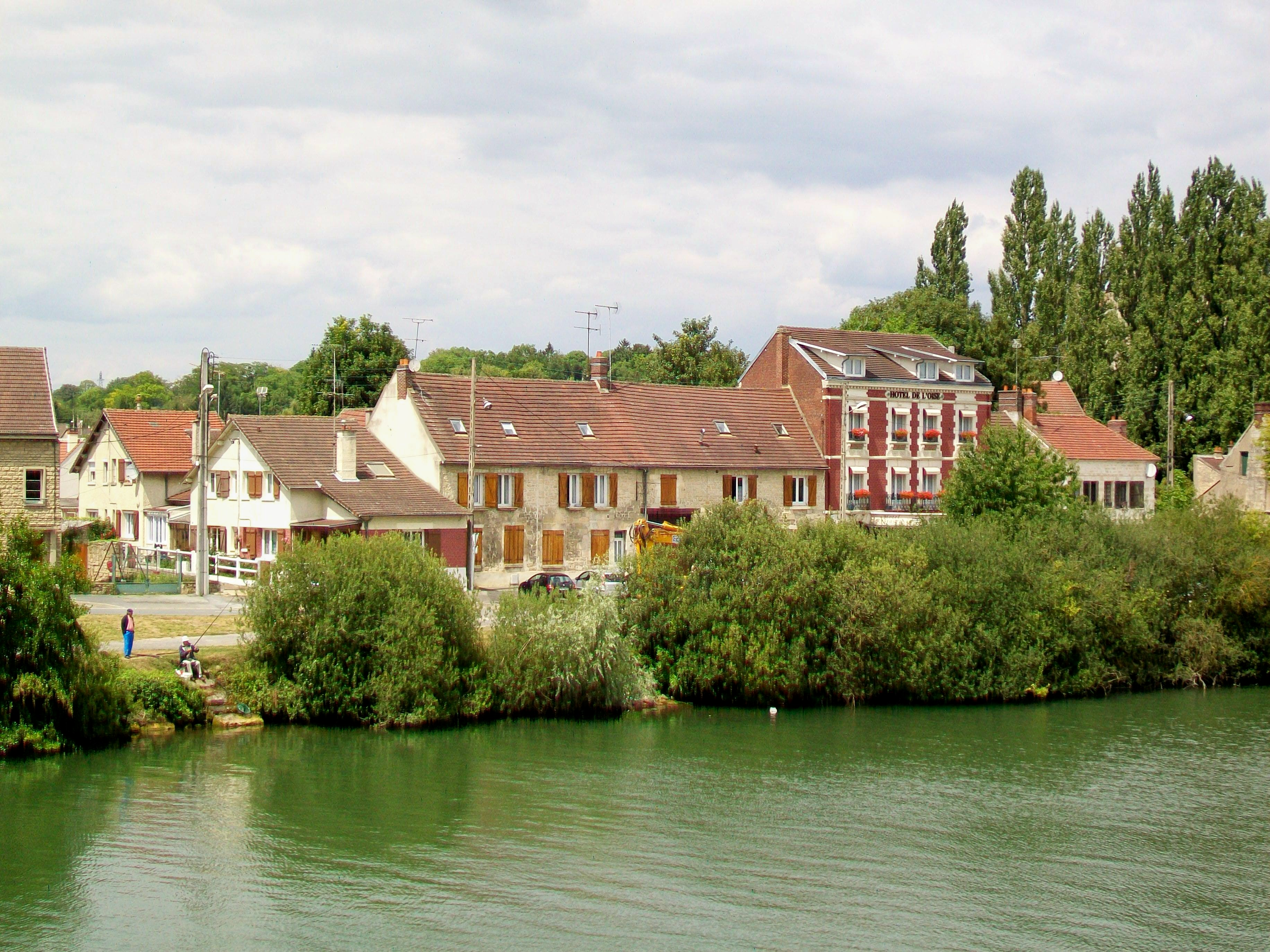
Oise-Ufer
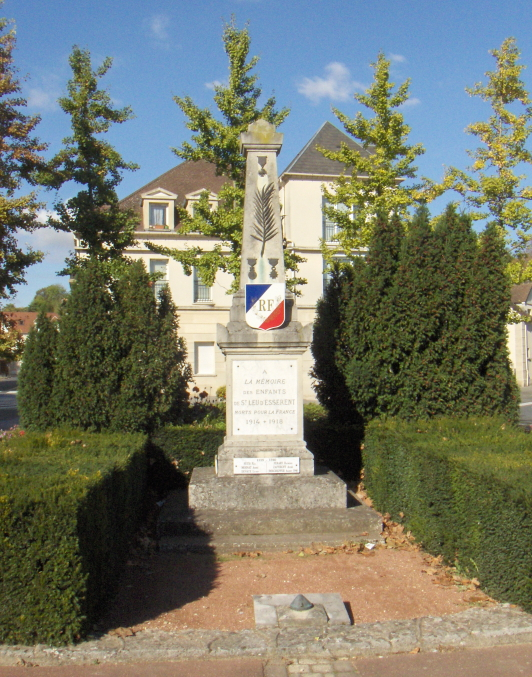
Gefallenendenkmal